# Alina Expósito
Alina Expósito Claro (Caibarién, 1944) è un'ex schermitrice cubana.

## Palmarès
In carriera ha conseguito i seguenti risultati:
- Giochi Panamericani:

Winnipeg 1967: argento nel fioretto a squadre.
>